# Simon Slomma
Simon Slomma (* 1. Dezember 1988 in Remagen) ist ein deutscher Autor, Schauspieler, Podcaster, Komiker und Musiker.

## Wirken
Von 2011 bis 2013 besuchte er die Schauspielschule Koblenz. Im Zuge dessen entstand die Sketch-Serie Querschläger, an der Slomma als Schauspieler mitwirkte und die 2012 mit dem Camgaroo Award in der Sparte „Comedy“ ausgezeichnet wurde. Anschließend wirkte er am Stadttheater Koblenz in diversen Stücken als Nebendarsteller mit. 2013 spielte er sein erstes Comedyprogramm Manisch Expressiv., zwei weitere Solo-Programme folgten. Darüber hinaus arbeitet er regelmäßig mit dem Kabarettisten Herr Schröder an dessen Bühnenprogrammen sowie Büchern mit. Mit Ingo Nordmann bildet er seit 2015 das musikalische Kabarett-Duo „Simon & Ingo“. 2018 gewannen sie den 2. Preis beim Leverkusener Kleinkunstpreis sowie 2019 beim Bielefelder Kabarettpreis ebenfalls den 2. Preis sowie den Publikumspreis. Drei Alben des Duos sind bislang erschienen sowie drei Solo-Alben und drei EPs Slommas, die hauptsächlich dem Genre Hip-Hop zuzuordnen sind. 2020 startete er das Videoprojekt „Frühstücken mit Simon“. Seit April 2024 veröffentlicht er gemeinsam mit dem Kabarettisten Jean-Philippe Kindler den wöchentlich erscheinenden Podcast "Hi Freaks".

## Sonstiges
Gemeinsam mit dem Autor Nils Frenzel betreibt er seit 2020 den Podcast Shakers, mit dem sie auch Live-Auftritte absolvieren.

## Programme
- 2013: Manisch Expressiv
- 2016: Back in the Speckgürtel
- 2018: Chaos repariert, Chaos tauscht aus
- 2022: Wir sind genau unser Humor (mit Johannes Floehr)
- 2023: Sie nannten es Mukke

## Veröffentlichungen (Musik)

### Solo
- 2019: Libidodebil (Umburecords)
- 2020: Bohemian Rap CD (Umburecords)
- 2021: Frederick (Single)
- 2021: Subkultur (EP)
- 2022: Kathartisches aus der Mansarde (Umburecords)
- 2023: Gargantua (EP)
- 2024: Pantagruel (EP)

### Mit „Simon & Ingo“
- 2018: Absage abgelehnt (Umburecords)
- 2018: Die Guten gewinnen (Umburecords)
- 2020: Hippie Hippie Yeah (Umburecords)

## Veröffentlichungen (Literatur)
- Herr Schröder, Simon Slomma: World of Lehrkraft: Ein Pädagoge packt aus. Ullstein, 2019, ISBN 978-3-548-06094-1.
- Herr Schröder, Simon Slomma: Instagrammatik: Das streamende Klassenzimmer. Ullstein, 2021, ISBN 978-3-548-06497-0.